# Simulium mumfordi
Simulium mumfordi är en tvåvingeart som beskrevs av Edwards 1932. Simulium mumfordi ingår i släktet Simulium och familjen knott. Inga underarter finns listade i Catalogue of Life.